# John Ireland (archevêque)
John Ireland (baptisé le 11 septembre 1838 - 25 septembre 1918) est un chef religieux américain qui est le troisième évêque catholique romain et le premier archevêque catholique romain de Saint Paul, au Minnesota (1888-1918). Il devient à la fois un leader religieux et un leader civique à Saint Paul au tournant du XXe siècle. Ireland est connu pour ses positions progressistes en matière d'éducation, d'immigration et de relations entre l'Église et l'État, ainsi que pour son opposition aux saloons et à la corruption politique. Il encourage l'américanisation du catholicisme, notamment en promouvant des idéaux sociaux progressistes. Il est l'un des chefs de file de l'élément modernisateur de l'Église catholique romaine pendant l'ère progressiste. Il crée ou aide à créer de nombreuses institutions religieuses et éducatives dans le Minnesota.

## Jeunesse
John Ireland naît à Burnchurch, dans le comté de Kilkenny, en Irlande, et est baptisé le 11 septembre 1838. Il est le deuxième des sept enfants de Richard Ireland, charpentier, et de sa seconde épouse, Judith Naughton. Sa famille immigre aux États-Unis en 1848 et s'installe finalement à Saint Paul, dans le Minnesota, en 1852. Un an plus tard, Joseph Crétin, premier évêque de Saint Paul, envoie Ireland au séminaire préparatoire de Meximieux en France. Ireland est ensuite ordonné en 1861 à Saint Paul. Il sert comme aumônier du cinquième régiment du Minnesota pendant la guerre de Sécession jusqu'en 1863, date à laquelle il doit démissionner pour des raisons de santé,. Plus tard, il est célèbre dans toute la nation au sein de la Grande Armée de la République.
En 1867, il est nommé pasteur de la cathédrale de Saint-Paul, poste qu'il occupe jusqu'en 1875. En 1875, il est nommé évêque coadjuteur de Saint-Paul et évêque titulaire de Maronea (de) et en 1884, il devient évêque ordinaire. En 1888, il devient archevêque avec l'élévation de son diocèse et l'érection de la province ecclésiastique de Saint-Paul. Ireland conserve ce titre pendant 30 ans, jusqu'à sa mort en 1918. Avant de mourir, Ireland brûle tous ses documents personnels.
John Ireland est l'ami personnel des présidents William McKinley et Theodore Roosevelt. À une époque où la plupart des catholiques irlandais sont des démocrates convaincus, Ireland est connu pour être proche du parti républicain. Il s'oppose à l'inégalité raciale et réclame « l'égalité des droits et des privilèges, politiques, civils et sociaux ». Huit archevêques, trente évêques, douze monseigneurs, sept cents prêtres et deux cents séminaristes assistent aux funérailles d'Ireland.
L'université de Yale lui décerne un doctorat honorifique (LL.D.) en octobre 1901, à l'occasion des célébrations du bicentenaire de l'université.
Ami de James J. Hill (en), dont l'épouse Mary est catholique — même si Hill ne l'était pas, l'archevêque Ireland fait peindre son portrait en 1895 par le portraitiste américain d'origine suisse Adolfo Müller-Ury (en), très certainement pour le compte de Hill, portrait qui est exposé chez M. Knoedler & Co, à New York, en janvier 1895 et à nouveau en 1897.

## Actions

### Sermon sur l'égalité raciale
L'influence de sa personnalité fait de l'archevêque Ireland une figure dominante dans de nombreux mouvements importants, en particulier ceux en faveur de l'abstinence totale, de la colonisation dans le Nord-Ouest et de l'éducation moderne. Ireland devient un leader civique et religieux de premier plan à la fin du XIXe siècle et au début du XXe siècle à Saint-Paul. Il travaille en étroite collaboration avec les non-catholiques et est reconnu par eux comme le chef de file des catholiques modernistes.

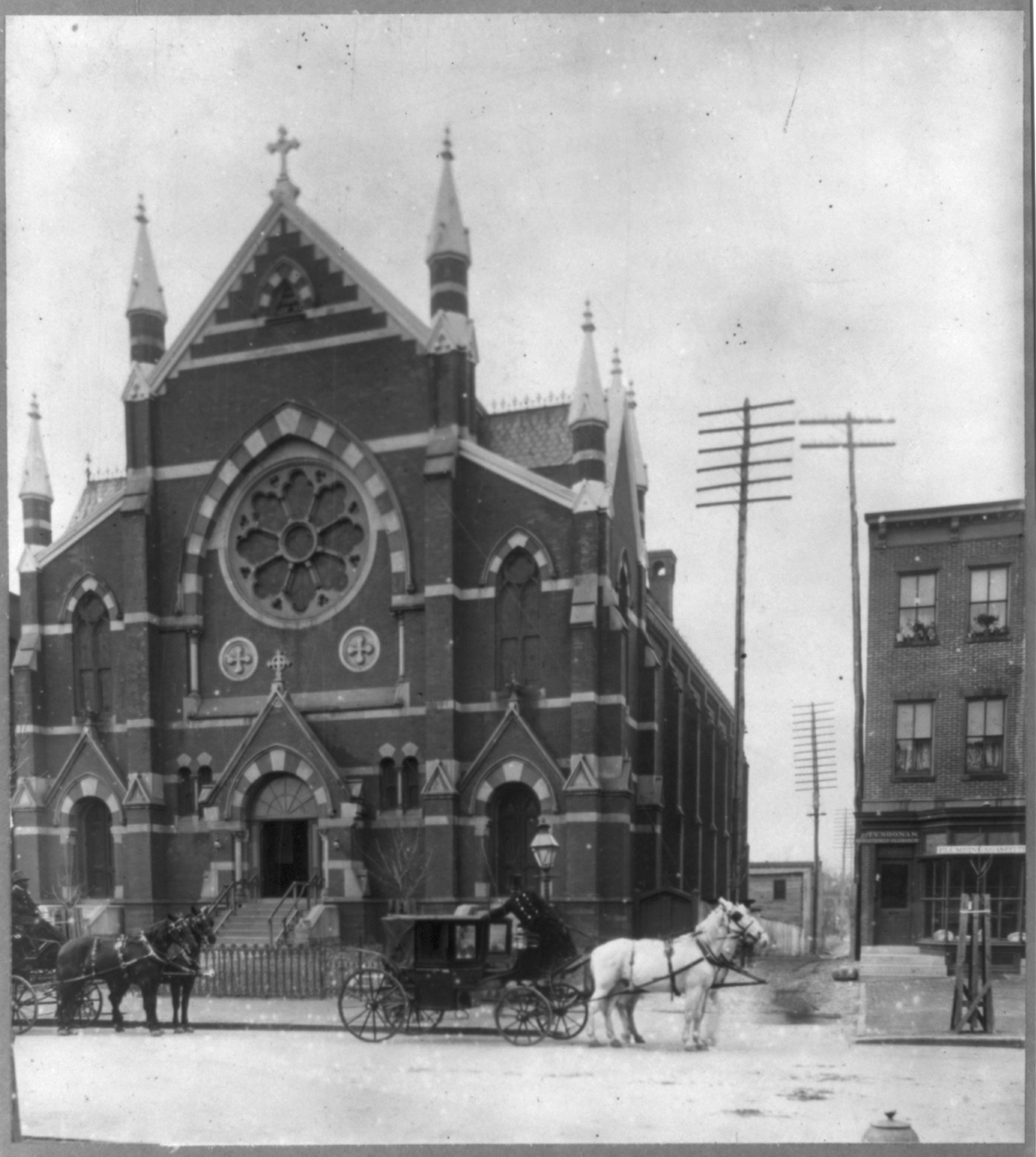
L'église Saint-Augustin à Washington, D.C., vers 1899. C'est ici qu'Ireland prononce son sermon de 1890 sur l'égalité raciale.

Ireland appelle à l'égalité raciale à une époque où ce concept est considéré comme extrême aux États-Unis. Le 5 mai 1890, il prononce un sermon à l'église Saint-Augustin de Washington, centre d'une paroisse afro-américaine, devant une assemblée composée de plusieurs fonctionnaires, de membres du Congrès, dont la délégation complète du Minnesota, du secrétaire au Trésor William Windom et de Blanche Bruce, le deuxième sénateur noir des États-Unis. Le sermon d'Ireland sur la justice raciale se conclut par la déclaration suivante : « La ligne de couleur doit disparaître ; la ligne sera tracée en fonction du mérite personnel ». Il est rapporté que « la position audacieuse et franche de l'archevêque à cette occasion a créé une certaine sensation dans toute l'Amérique »,.

### Colonisation
Troublés par les informations selon lesquelles les immigrants catholiques des villes de l'Est souffrent de handicaps sociaux et économiques, John Ireland et l'évêque John Lancaster Spalding (en) Spalding du diocèse de Peoria, en Illinois, fondnt l'Irish Catholic Colonization Association (Association de colonisation catholique irlandaise). Cette organisation achète des terres dans les zones rurales de l'ouest et du sud et aide à réinstaller les catholiques irlandais des bidonvilles urbains. Ireland contribue à l'établissement de nombreuses colonies irlandaises catholiques dans le Minnesota. La terre a été vidée de ses Sioux indigènes à la suite de la guerre du Dakota de 1862. Il est directeur de l'Association nationale de colonisation. De 1876 à 1881, Ireland organise et dirige le programme de colonisation rurale le plus réussi jamais parrainé par l'Église catholique aux États-Unis. En collaboration avec les chemins de fer de l'Ouest et le gouvernement de l'État du Minnesota, il fait venir plus de 4 000 familles catholiques des bidonvilles des zones urbaines de l'Est et les installe sur plus de 400 000 acres (environ 1 600 km2) de terres agricoles dans les zones rurales du Minnesota.
Son partenaire en Irlande est John Sweetman, un riche brasseur qui contribue à la création de la Irish-American Colonisation Company.
En 1880, Ireland aide plusieurs centaines de personnes du Connemara à émigrer dans le Minnesota. Ils arrivent à la mauvaise période de l'année et doivent être aidés par les francs-maçons locaux, une organisation que l'Église catholique condamne sur de nombreux points. Dans le débat public qui s'ensuit, les immigrants, qui parlent l'irlandais de Connaught en monoglotte, ne peuvent exprimer leur opinion sur les critiques de l'évêque concernant leur acceptation de l'aide des francs-maçons au cours d'un hiver rigoureux. De Graff et Clontarf dans le comté de Swift, Adrian dans le comté de Nobles, Avoca, Iona et Fulda dans le comté de Murray, Graceville dans le comté de Big Stone et Ghent dans le comté de Lyon sont autant de colonies établies par Ireland.
Charlotte Grace O'Brien (en), philanthrope et militante pour la protection des femmes émigrées, constate que les jeunes femmes analphabètes sont souvent entraînées dans la prostitution par des offres d'emploi fallacieuses. Elle propose un bureau d'information à Castle Garden, point de débarquement des immigrants arrivant à New York, un abri temporaire pour héberger les immigrants et une chapelle, le tout à l'intention de l'archevêque Ireland, qui, selon elle, serait le plus compréhensif de toute la hiérarchie américaine. Ireland accepte de soulever la question lors de la réunion de mai 1883 de l'Irish Catholic Association, qui approuve le plan et vote la création d'un bureau d'information à Castle Garden. L'Irish Catholic Colonization Association contribue également à la création de la Mission de Notre-Dame du Rosaire pour la protection des jeunes filles irlandaises immigrées.

### Éducation

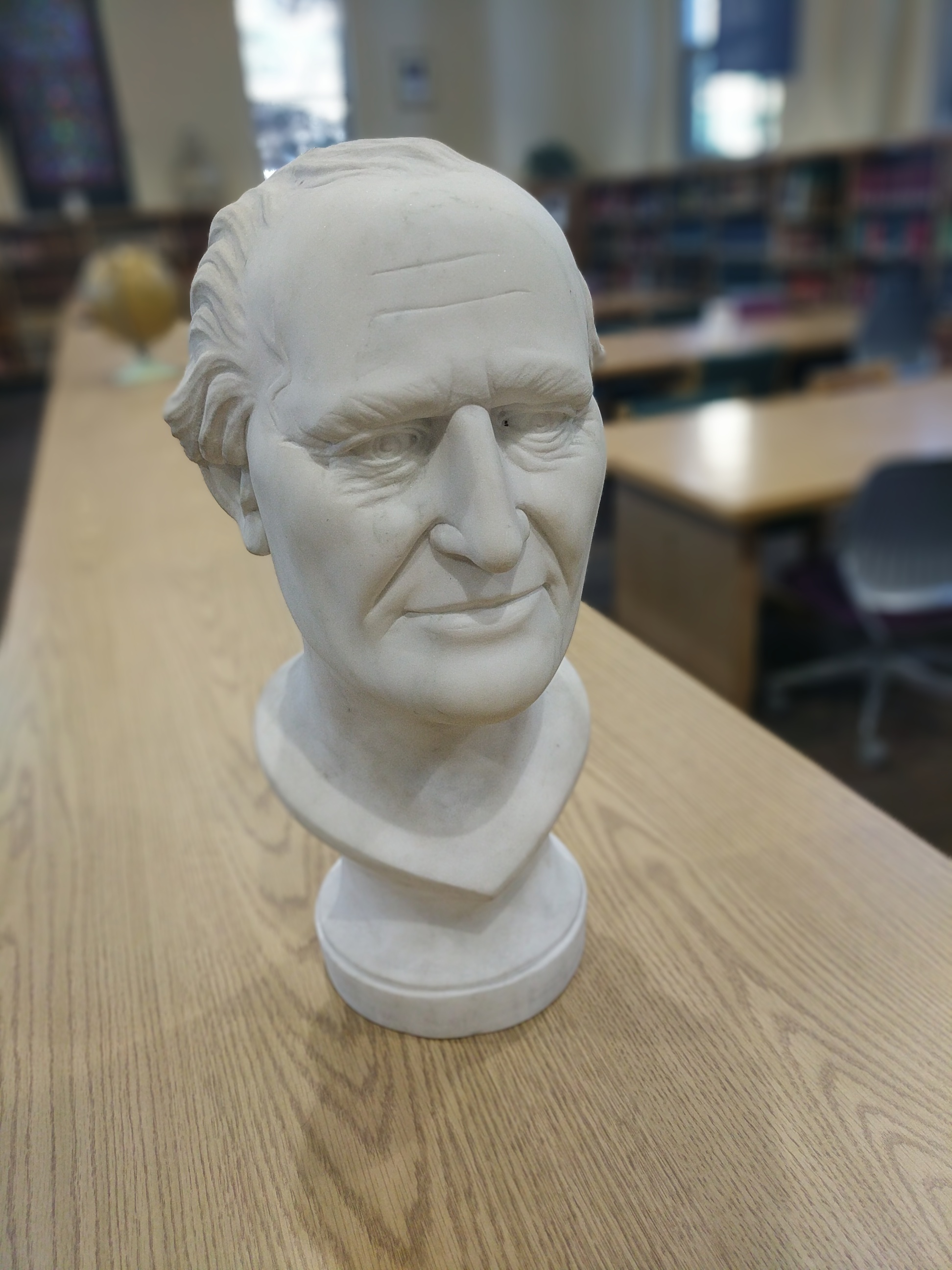
Buste de l'archevêque John Ireland dans la Ireland Memorial Library de l'université de St. Thomas à St. Paul, au Minnesota.

John Ireland préconise le soutien de l'État et l'inspection des écoles catholiques. Lorsque plusieurs écoles paroissiales sont menacées de fermeture, Ireland les vend au conseil d'éducation de la ville concernée. Les écoles continuent à fonctionner avec des religieuses et des prêtres, mais aucun enseignement religieux n'est autorisé. Ce plan, le plan Faribault-Stillwater, ou plan Poughkeepsie (en), suscite suffisamment de controverses pour qu'Ireland soit contraint de se rendre au Vatican pour le défendre, ce qu'il réussit à faire. Il soutient également le mouvement English only, qu'il cherche à imposer dans les églises catholiques et les écoles paroissiales américaines. L'utilisation continue des langues d'origine n'est pas rare à l'époque en raison de l'afflux récent et important d'immigrants européens aux États-Unis. Ireland influence la société américaine en exigeant activement l'adoption immédiate de la langue anglaise par les Américains d'origine allemande et les autres immigrants récents. Il est l'auteur de The Church and Modern Society' (1897).
Selon ses biographes, le père Vincent A. Yzermans et Franz Xaver Wetzel, les affrontements bien documentés entre le révérend père John Joseph Frederick Otto Zardetti, alors évêque de Saint Cloud (en), et l'archevêque John Ireland et ses partisans au sein de la hiérarchie américaine revêtent une grande importance historique. Ces affrontements portent à la fois sur l'hostilité de Zardetti à l'égard de la théologie moderniste de l'archevêque Ireland et sur la conviction de Zardetti que le patriotisme américain est compatible avec l'enseignement et le développement de la langue allemande aux États-Unis et d'autres langues d'héritage comme elle. Plus tard, Zardetti joue un rôle majeur, en tant que fonctionnaire de la Curie romaine, dans la promotion de la lettre apostolique Testem benevolentiæ nostræ, signée par le pape Léon XIII le 22 janvier 1899. En récompense, Zardetti est promu assistant du trône papal le 14 février 1899. En commentant le rôle de Zardetti dans la lettre, le père Yzermans déclare : « C'est peut-être dans ce domaine qu'il a eu le plus d'impact sur le catholicisme américain au cours de la première moitié du XXe siècle aux États-Unis ».

### Relations avec les catholiques orientaux

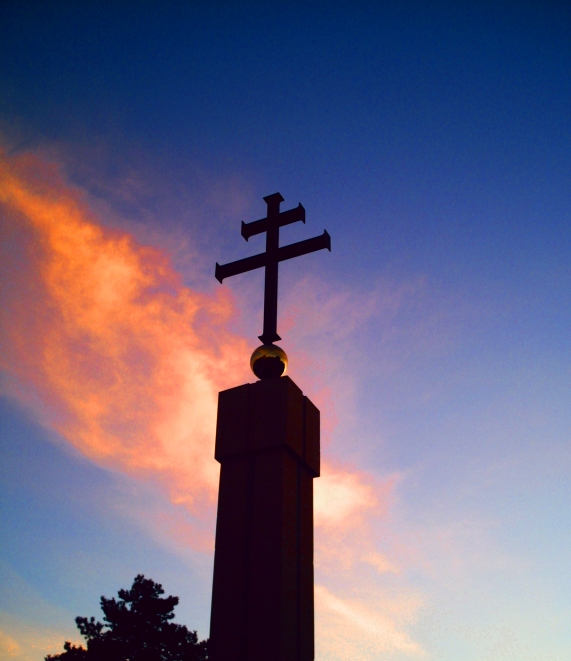
La croix métropolitaine du séminaire Saint-Paul.

En 1891, John Ireland refuse d'accepter les lettres de créance du prêtre catholique ruthène de rite byzantin Alexis Toth, bien que ce dernier soit veuf. Ireland interdit ensuite à Toth d'exercer son ministère auprès de ses propres paroissiens, bien qu'il soit placé sous la juridiction de son propre évêque et qu'il n'ait pas à répondre à Ireland. Ce dernier est également impliqué dans les efforts visant à expulser des États-Unis tous les membres du clergé catholique n'appartenant pas à l'Église latine. Contraint à l'impasse, Toth conduit des milliers de catholiques ruthènes à quitter la communion romaine pour rejoindre ce qui va devenir l'Église orthodoxe d'Amérique. Pour cette raison, l'archevêque Ireland est parfois appelé, ironiquement, « le père de l'Église orthodoxe en Amérique ». Marvin R. O'Connell, auteur d'une biographie d'Ireland, résume la situation en déclarant que « si la défense des Noirs par Ireland l'a montré sous son meilleur jour, sa belligérance à l'égard des Uniates l'a montré sous son pire jour ».

## Établissements

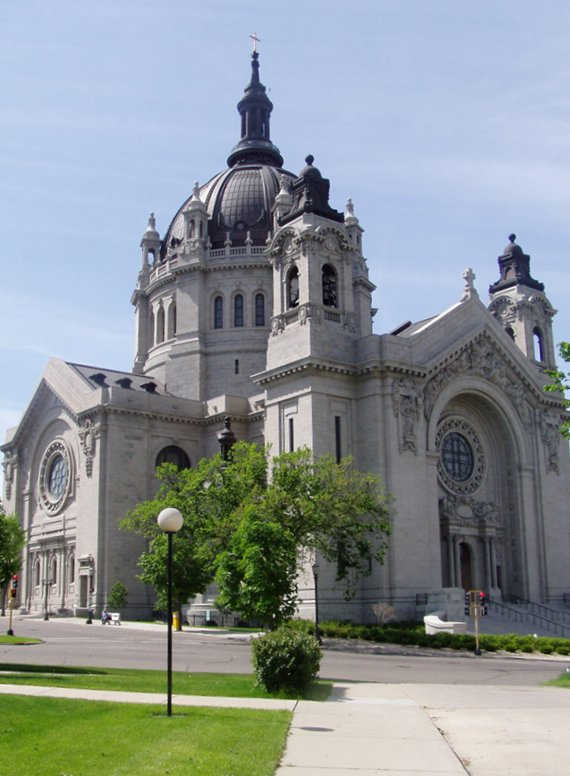
Cathédrale de Saint-Paul, de l'archidiocèse de Saint-Paul et Minneapolis.

Lors du troisième conseil plénier de Baltimore, la création d'une université catholique est décidée. En 1885, Ireland est nommé membre d'un comité, avec l'évêque John Lancaster Spalding (en), le cardinal James Gibbons et l'évêque John Joseph Keane (en), chargé de développer et d'établir l'Université catholique d'Amérique à Washington, D.C.. Ireland conserve un intérêt actif pour l'Université jusqu'à la fin de sa vie.
Il fonde le séminaire Saint-Thomas d'Aquin, à l'origine de quatre institutions : L'Université de Saint Thomas au Minnesota, l'École de théologie du Séminaire de Saint Paul, le Séminaire préparatoire de Nazareth Hall et l'Académie Saint Thomas. Le séminaire de Saint-Paul est créé avec l'aide du méthodiste James J. Hill, dont l'épouse, Mary Mehegan, est une fervente catholique. Les deux institutions sont situées sur les falaises surplombant le fleuve Mississippi. Le lycée DeLaSalle, situé sur Nicollet Island à Minneapolis, est inauguré en octobre 1900 grâce à un don de 25 000 dollars d'Ireland. Quatorze ans plus tard, Ireland achète une propriété adjacente pour l'expansion de l'école des frères chrétiens.
En 1904, Ireland obtient le terrain nécessaire à la construction de l'actuelle cathédrale Saint-Paul, située au sommet de Summit Hill, le point le plus élevé du centre-ville de Saint-Paul. Parallèlement, le jour de Noël 1903, il commande également la construction de l'église Sainte-Marie, presque aussi grande, pour la paroisse de l'Immaculée Conception dans la ville voisine de Minneapolis. Cette église est devenue la Pro-Cathédrale de Minneapolis, puis la Basilique Sainte-Marie, la première basilique des États-Unis en 1926. Toutes deux sont conçues et construites sous la direction de l'architecte français Emmanuel Louis Masqueray.
Le boulevard John Ireland, une rue de Saint Paul qui s'étend de la cathédrale de Saint Paul au nord-est du Capitole de l'État du Minnesota, est nommé en son honneur. Elle est baptisée ainsi en 1961 à l'initiative de l'Ancient Order of Hibernians.